# 가평읍
가평읍(加平邑)은 대한민국 가평군의 중앙 동쪽 군계에 치우쳐 있는 읍으로 가평군의 행정, 교통, 상업 등의 중심지며, 경춘가도에 연한 목재, 농산물의 집산지다. 특히 꿀, 밤, 잣 등의 생산량이 많으며, 과거에는 서울의 신탄을 대부분 이곳에서 공급하였다.
관광지로는 경반리 계곡의 수락폭포와 용추폭포가 있으며, 북한강을 따라 풍광이 좋아 중요한 관광자원이 되고 있다.
이 지역은 춘천시와 동일한 언어인 영서 방언을 사용하는 지역이다.

## 역사
- 고구려 시대: 근평군(斤平郡)
- 조선 시대: 가평군 군내면, 내서면
- 1914년 4월 1일 : 내서면(內西面)을 군내면(郡內面)에 합면하였다[1] (10법정리).
- 1938년 : 군내면을 가평면으로 개칭하였다.
- 1942년 : 남면을 폐지하여 이화리, 산유리, 복장리, 금대리를 가평면에 편입하였다(14 법정리).
- 1973년 7월 1일 : 가평면을 가평읍으로 승격하였다[2].

## 행정 구역
- 14개 법정리
- 개곡리(開谷里)
- 경반리(鏡盤里)
- 금대리(金垈里)
- 달전리(達田里)
- 대곡리(垈谷里)
- 두밀리(杜密里)
- 마장리(馬場里)
- 복장리(福長里)
- 산유리(山柳里)
- 상색리(上色里)
- 승안리(升安里)
- 읍내리(邑內里): 가평군청, 가평읍행정복지센터 소재지
- 이화리(梨花里)
- 하색리(下色里)

31개 행정리
읍내리 - 읍내1리, 읍내2리, 읍내3리, 읍내4리, 읍내5리, 읍내6리, 읍내7리, 읍내8리, 읍내9리, 읍내10리
대곡리 - 대곡1리, 대곡2리, 대곡3리, 대곡4리
달전리 - 달전1리, 달전2리
상색리 - 상색리
하색리 - 하색1리, 하색2리
두밀리 - 두밀리
경반리 - 경반리
승안리 - 승안1리, 승안2리
마장리 - 마장1리, 마장2리
개곡리 - 개곡1리, 개곡2리
이화리 - 이화리
산유리 - 산유리
복장리 - 복장리
금대리 - 금대리
- 가평군청
- 가평읍행정복지센터
- 가평경찰서
  - 가평경찰서 읍내지구대
- 남양주소방서 가평파촐소
- 가평등기소
- 가평우체국
- 가평교육청
- 의정부지방법원 가평군법원

### 교육 기관
| 학교명         | 소재지                           | 비고        |
| -------------- | -------------------------------- | ----------- |
| 가평초등학교   | 가평읍 향교로 23 (읍내리)        |             |
| 마장초등학교   | 가평읍 각담말길 15 (마장리)      |             |
| 상색초등학교   | 가평읍 태봉두밀로 34-31 (상색리) |             |
| 복장포초등학교 | 가평읍 호반로 1655 (복장리)      | 2002년 폐교 |
| 가평중학교     | 가평읍 광장로 10 (대곡리)        |             |
| 가평고등학교   | 가평읍 호반로 2601 (대곡리)      |             |

### 의료 기관
- 가평보건소

## 교통

### 도로
- 국도 제46호선
- 국도 제75호선
- 지방도 제391호선

### 철도
- 수도권 전철 경춘선 가평역

## 관광지
- 자라섬
- 남이섬[3]
- 연인산
- 용추계곡
- 무명폭포
- 수락폭포

## 참고 문헌
- 이 문서에는 다음커뮤니케이션(현 카카오)에서 GFDL 또는 CC-SA 라이선스로 배포한 글로벌 세계대백과사전의 내용을 기초로 작성된 글이 포함되어 있습니다.